# (6304) Flavius Josèphe
(6304) Flavius Josèphe, désignation internationale (6304) Josephus Flavius, est un astéroïde de la ceinture principale.

## Description
(6304) Flavius Josèphe est un astéroïde de la ceinture principale. Il fut découvert par Eric Walter Elst le 2 avril 1989 à La Silla. Il présente une orbite caractérisée par un demi-grand axe de 2,24 UA, une excentricité de 0,14 et une inclinaison de 0,95° par rapport à l'écliptique.
Il fut nommé en hommage à Flavius Josèphe, historiographe de l'Antiquité.

## Compléments